# Molophilus margarita
Molophilus margarita är en tvåvingeart som beskrevs av Alexander 1979. Molophilus margarita ingår i släktet Molophilus och familjen småharkrankar.
Artens utbredningsområde är Ecuador. Inga underarter finns listade i Catalogue of Life.